# Ожгулиха
Ожгулиха — река в России, протекает в Пучежском районе Ивановской области. Устье реки находится в 2342 км от устья Волги по правому берегу Горьковского водохранилища. Длина реки составляет 12 км.
Исток реки у деревни Севрюгино в 21 км к северо-западу от города Пучеж. Река течёт на восток. Долина реки плотно заселена — на берегах деревни Пахомовское, Петрово, Луконино, Листье, Безделово, Панкратиха, Ивашиха. Впадает в Горьковское водохранилище у деревень Овсяничиха и Лукино.

## Данные водного реестра
По данным государственного водного реестра России относится к Верхневолжскому бассейновому округу, водохозяйственный участок реки — Волга от города Кострома до Горьковского гидроузла (Горьковское водохранилище), без реки Унжа, речной подбассейн реки — Волга ниже Рыбинского водохранилища до впадения Оки. Речной бассейн реки — (Верхняя) Волга до Куйбышевского водохранилища (без бассейна Оки).
По данным геоинформационной системы водохозяйственного районирования территории РФ, подготовленной Федеральным агентством водных ресурсов:
- Код водного объекта в государственном водном реестре — 08010300412110000016965
- Код по гидрологической изученности (ГИ) — 110001696
- Код бассейна — 08.01.03.004
- Номер тома по ГИ — 10
- Выпуск по ГИ — 0